# زبان‌پریشی
زبان‌پَریشی یا آفازی (به انگلیسی: Aphasia) یک اختلال زبانی است که معمولاً به‌دلیل آسیب به بخش‌هایی از مغز که مسئول زبان هستند، به‌وجود می‌آید. این آسیب می‌تواند در اثر سکته مغزی، آسیب مغزی ناشی از ضربه، تومور مغزی، یا بیماری‌های عصبی رخ دهد. زبان‌پریشی الزاماً بر درجهٔ هوش فرد تأثیری ندارد.
فردی که دچار زبان‌پریشی شده، ممکن است در حرف‌زدن، درک گفتار دیگران، خواندن یا نوشتن مشکل پیدا کند. شدت و نوع مشکل به محل و میزان آسیب مغزی بستگی دارد. برای نمونه، در «آفازی بروکا» فرد معنی کلمات را می‌داند اما در جمله‌سازی و روان حرف‌زدن مشکل دارد، در حالی که در «آفازی ورنیکه» فرد روان حرف می‌زند ولی جملاتش ممکن است بی‌معنی یا نادرست باشند.
زبان‌پریشی بر هوش کلی فرد تأثیر مستقیم ندارد، بلکه توانایی استفاده از زبان را مختل می‌کند. درمان آن معمولاً با گفتاردرمانی و تمرین‌های زبانی انجام می‌شود و میزان بهبودی به شدت آسیب و زمان شروع درمان بستگی دارد.
برای توضیح زبان پریشی ورنیکه که در آن بخش معنایی آسیب می‌بیند. به عنوان نمونه گزیده زیر را در نظر بگیرید:
«قبل از ورود به خانه، من در یکی اینجا بود. خواهر من گروه در یکی دیگر بود.»
ارتباط معنایی بین واژه‌های عبارت فوق به‌شکلی جدی به هم خورده و علت آن نوعی آسیب مغزی است که در دانش معنایی فرد بیمار اختلال ایجاد کرده‌است. اما دانش واج‌شناسی سالم مانده‌است و لفظ فرد گرچه فاقد معنی است اما روان و با مکث و آهنگ مناسب ادا شده‌است. از نظر ساختار نحوی نیز مشکلی ندارد که این ویژگی خاص زبان پریشی ورنیکه است.
اگر از دست دادن قدرت تکلم کامل باشد به آن زبان‌پریشی (Aphasia) گفته می‌شود ولی اگر بخشی از این قدرت از دست برود به آن دشگویی (dysphasia) گفته می‌شود.
اغلب زبان‌پریشی‌ها در پی سکتهٔ مغزی با آسیب نیم‌کره چپ مغز ایجاد می‌گردند. مطالعه زبان‌پریشی از آن‌جا که به افزایش بینش ما در باب سازماندهی عصبی زبان در مغز می‌انجامد همواره مورد توجه کارشناسان علوم اعصاب، زبان‌شناسی و گفتاردرمانی بوده‌است. در بیشتر موارد پس انجام اقدامات پزشکی بیماران به خدمات توانبخشی به‌ویژه گفتاردرمانی نیاز دارند.

## علائم و نشانه‌ها
کسانی که مشکل زبان پریشی دارند بخاطر آسیب مغزی رفتارهایی از خود بروز می‌دهند. البته باید دانست که بعضی از این نشانه‌ها می‌تواند بخاطر مشکلاتی چون دیس آرتری یا آپراکسیا باشد. نشانه‌های زبان پریشی بر اساس محل آسیب مغزی باهم فرق دارند و از نظر شدت و سطح ناتوانی در ارتباط یکسان نیستند. اغلب کسانی که زبان پریش هستند سعی می‌کنند با استفاده از کلماتی چون چیز این مشکل را پنهان کنند. پس وقتی از آن‌ها خواسته می‌شوند اسم مداد را بگویند ممکن است بگویند چیزی که با آن می‌نویسند.
- ناتوانی در درک زبان
- ناتوانی در تلفظ
- ناتوانی در صحبت خودبخودی
- ناتوانی در شکل‌دادن به کلمات
- ناتوانی در نام بردن اشیا
- ناتوانی در سخنرانی
- ناتوانی در تکرار یک عبارت
- ناتوانی در خواندن و نوشتن

### کتابشناسی
- روان‌شناسی زبان، ترجمه و تألیف حسن خواجه‌امیری، ۱۳۸۵، تهران: نشر دانش‌آرا.